# Giuseppe Palanti
Giuseppe Palanti (né le 30 juillet 1881 à Milan, en Italie ; mort le 23 avril 1946 dans la même ville) est un peintre, un illustrateur, un costumier, un metteur en scène et un professeur italien.

## Galerie

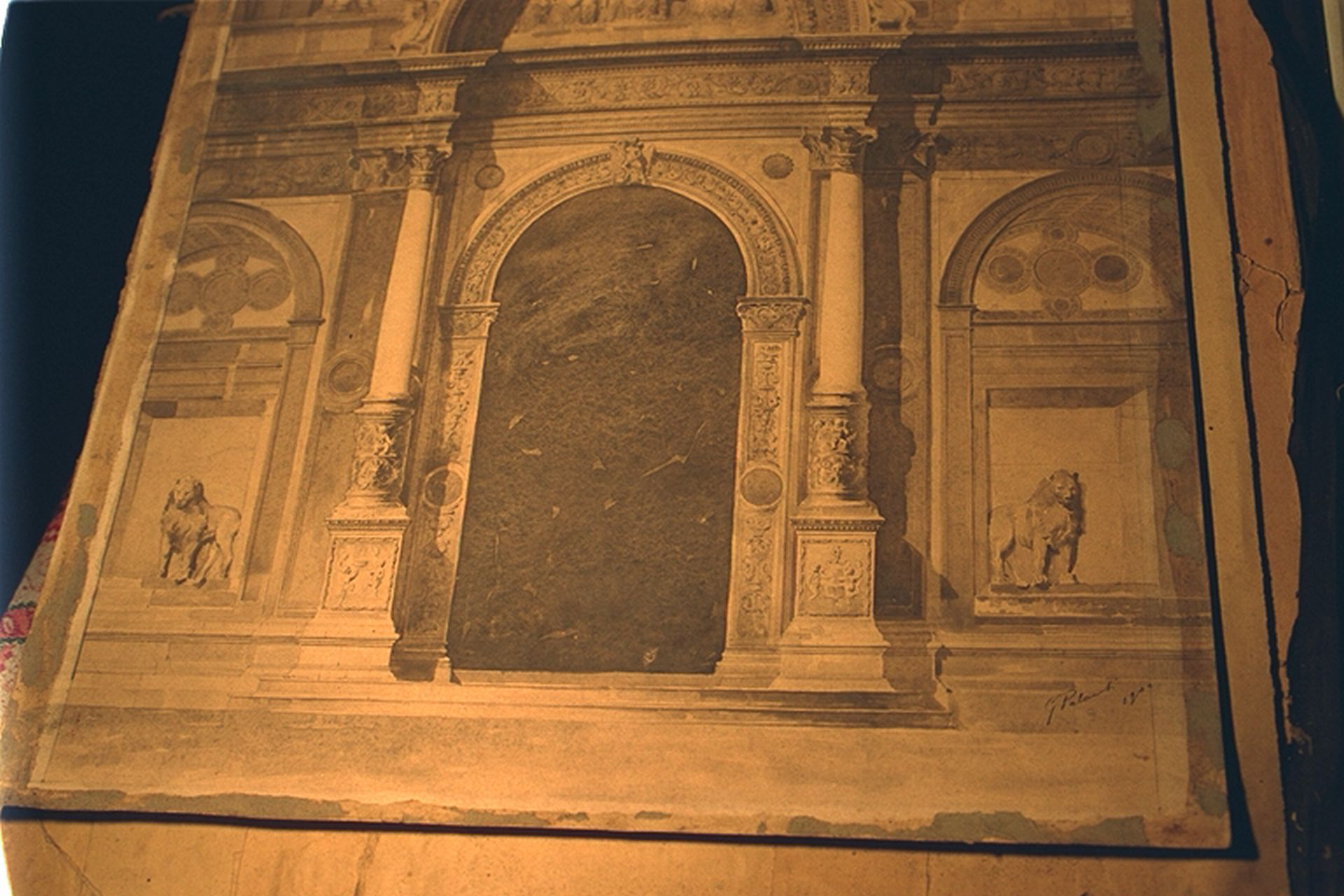
Studio architettonico autografo, 1900
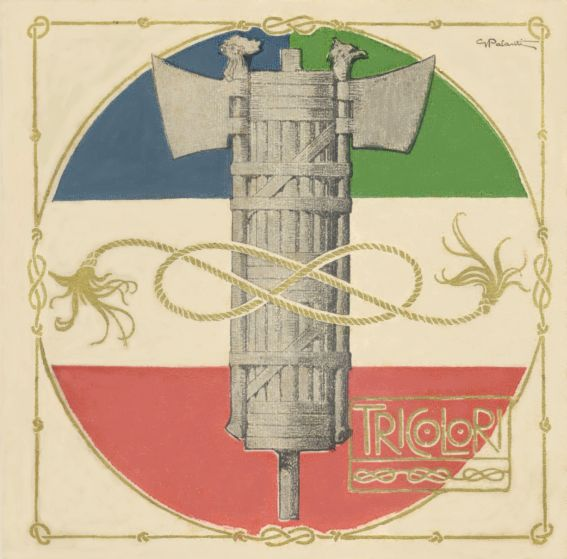
Couverture allégorique de la brochure pour la Grande soirée franco-italienne du 12 mars 1916 à la Scala de Milan, avec un motif de faisceaux et couleurs des drapeaux - Stabilimento Cromo-Tipo-Litografico G.B. Virtuani & C.
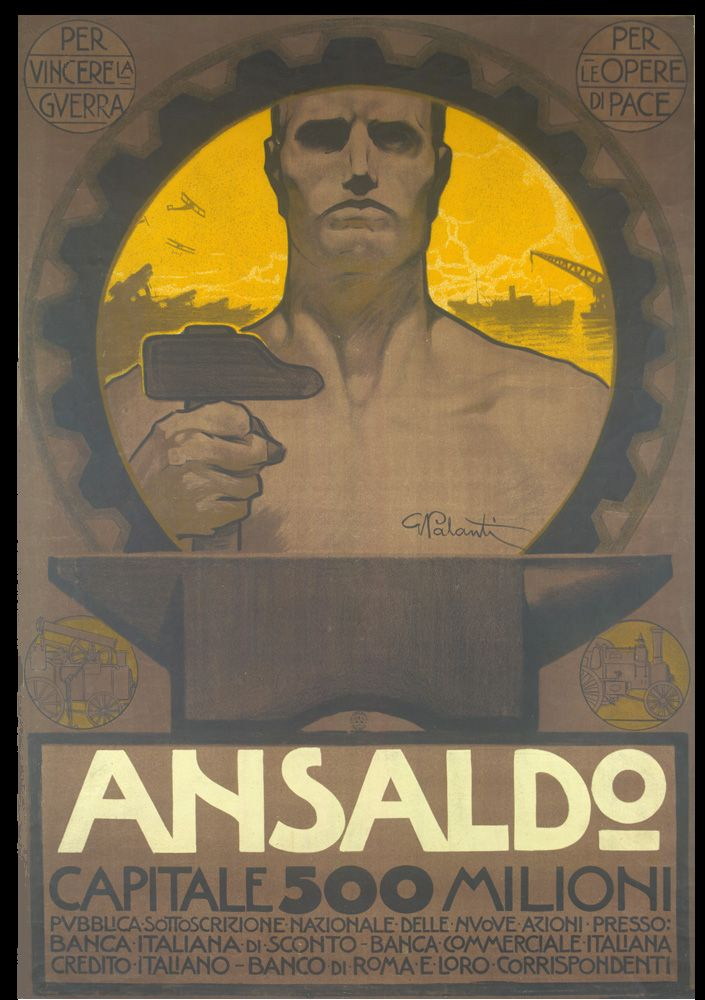
Publicité Ansaldo de 1918
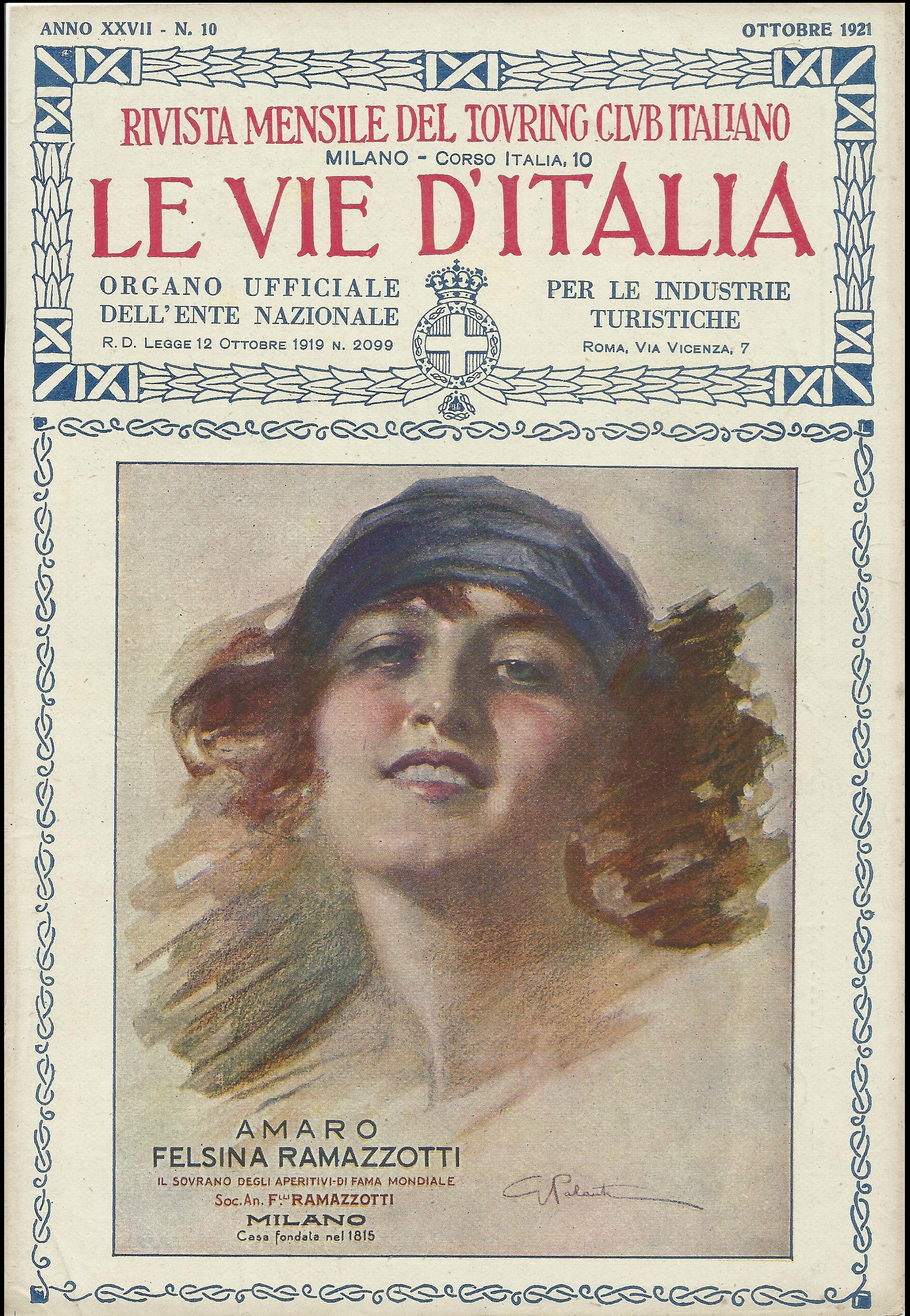
Le vie d'Italia, octobre 1921, copertina con pubblicità Amaro Ramazzotti
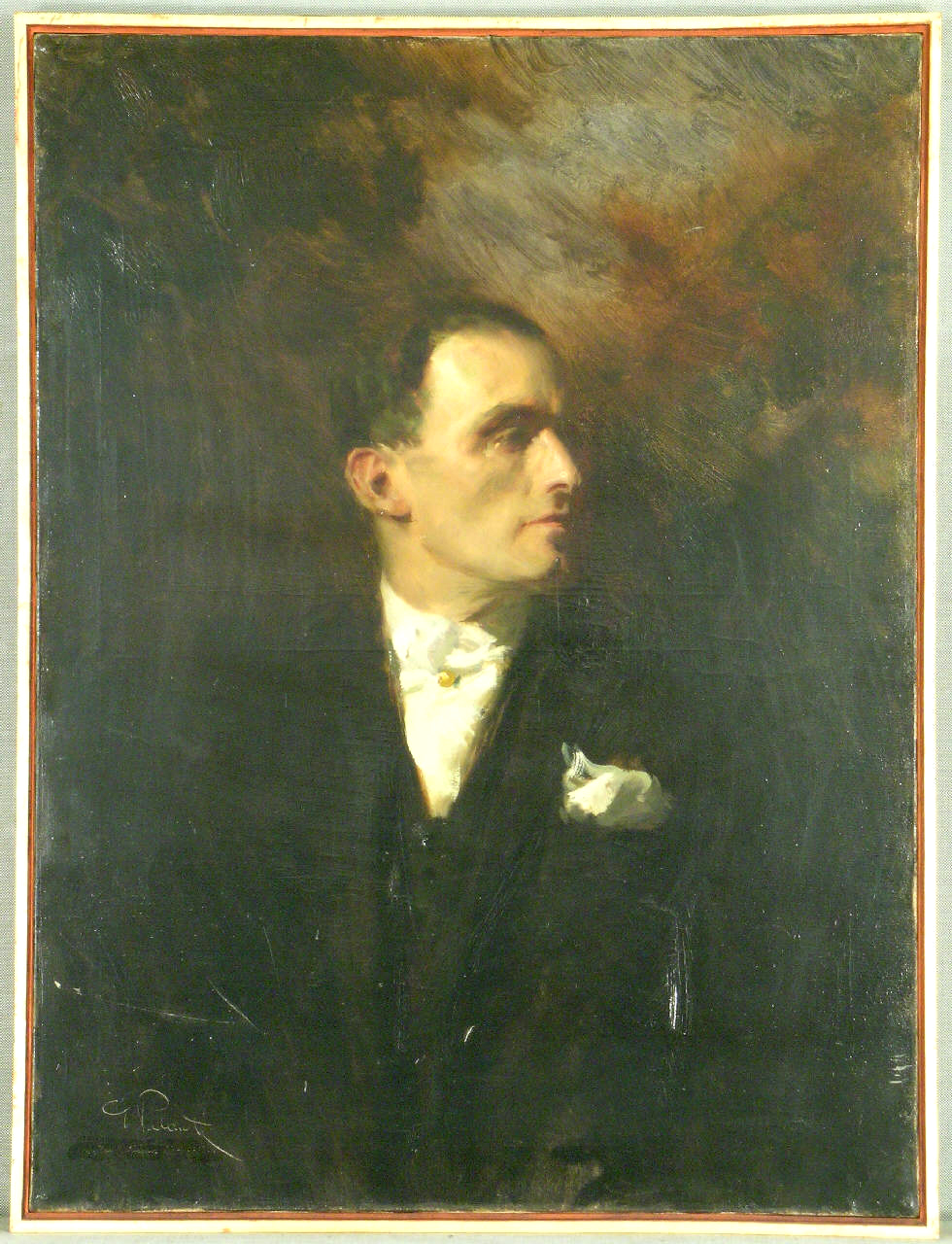
Giuseppe Palanti (1881-1946) Portrait de Mario Palanti, 1924 (inv. GAM 8035) huile sur toile, cm 100x75,5 Museo del Novecento, in deposito presso la Galleria d'Arte Moderna de Milan